# Wade Williams
Wade Andrew Williams (født 24. december 1961) er en amerikansk skuespiller. Han er mest kendt som Captain Brad Bellick fra tv-serien Prison Break.